# Александр Шарпентьє
Александр Шарпентьє (фр. Alexandre Charpentier; 10 червня, 1856, Париж — 4 березня, 1909, Нейї-сюр-Сен) — французький графік, скульптор, медальєр, дизайнер інтер'єрів доби сецесії.

## Життєпис, ранні роки, самоосвіта
Був простого походження, його батько був простим робочім. Хлопця пристоїли у майстерню ювеліра і медальєра, аби той мав якийсь фах. У нього, однак, виявилися художні і творчі здібності та працьовитість. Згодом від стане працювати з широким колом матеріалів, обробляючи шкіру, деревину, олово, мармур, кераміку тощо.
Художні здібності стали у нагоді, коли працював гравером. Серед його творів — афіші і театральні програмки до концертів французького актора Андре Антуана. Моделі скульптора переводив у керамічні вироби технолог Еміль Мюллер.
Відрізнявся наполегливістю у навчанні і відвідував у період 1871-1876 років Вищу національну школу красних мистецтв у Парижі. Сам став викладачем у художній школі (академії) Вітті.

## Шарпентьє-медальєр
Він не забув про первісний фах гравера і медальєра і сприяв на новому етапі розквіту цього жанру у французькому мистецтві. Його перший твір як медальєра — малий портрет його матері. Його перший рельєф «Стрілець з луком» був узятий на виставку у Салон 1879 року, де його придбав у власну колекцію Олександр Дюма.
Серед медалей митця — зображення архітектурних споруд і портрети французьких діячів, акторів театра Лібре, його сучасників. Медалі роботи митця та його меблі були експоновані на Паризькій виставці 1900 року, за котрі отримав почесну медаль. Низка творів митця в 20 столітті — експонати музею д'Орсе. Александр Шарпентьє також автор скульптурного монумента на часть Еміля Жаме.

## Участь у художніх групах
Серед близьких приятелів Шарпентьє — скульптор Константен Меньє та композитор Клод Дебюссі.
Брав участь у створенні художнього товариства «П'ять», де були також дизайнер Фелікс Обер, Тоні Селмершейм, скульптор Жан Дамп, художник Етьєн Моро-Нелатон. Згодом назва художнього товариства була змінена на «Мистецтво у всьому». Це кредо найбільше відповідало художній практиці Александра Шарпентьє.

## Дизайн інтер'єрів
Пробував власні сили у створенні інтер'єрів. Серед його дизайнерських робіт — новий декор паризького кафе «Чорний кіт», на віллі Мажорель у місті Нансі та у вітальні для банкіра Андре Бенара на його віллі Кампрезі. Не нехтував створювати інтер'єрні дрібнички, серед котрих чорнильниці, свічники, дерні ручки, металеві таблиці для дверей і малого формата рельєфи для декорування меблів у стилі сецесія. Більшість його моделей була використана у широкому виробництві.

## Дизайн вітальні банкіра Андре Бенара, до 1901 р

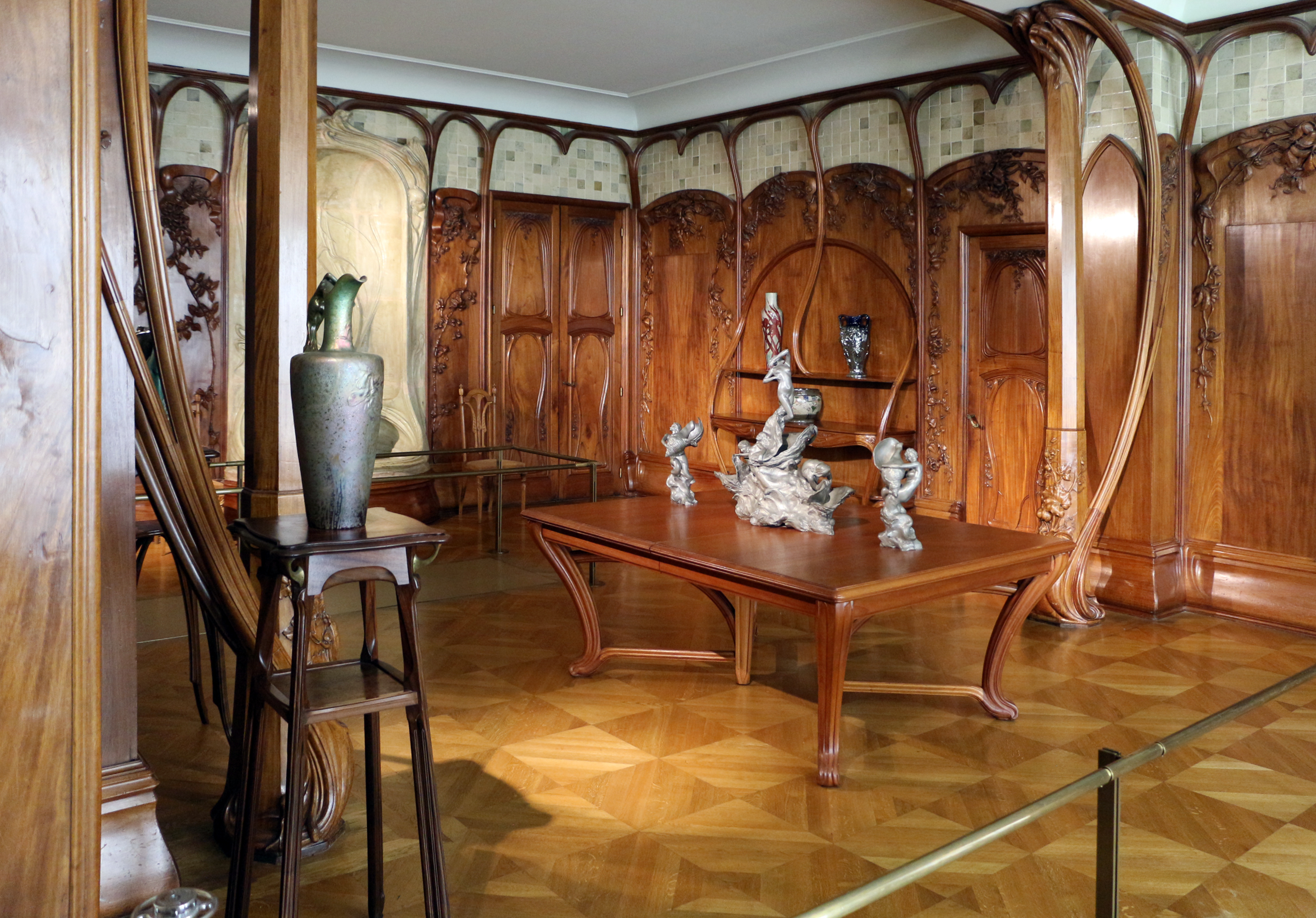
Вітальня банкіра Андре Бенара, сецесія, загальний вигляд. Музей д'Орсе, Париж
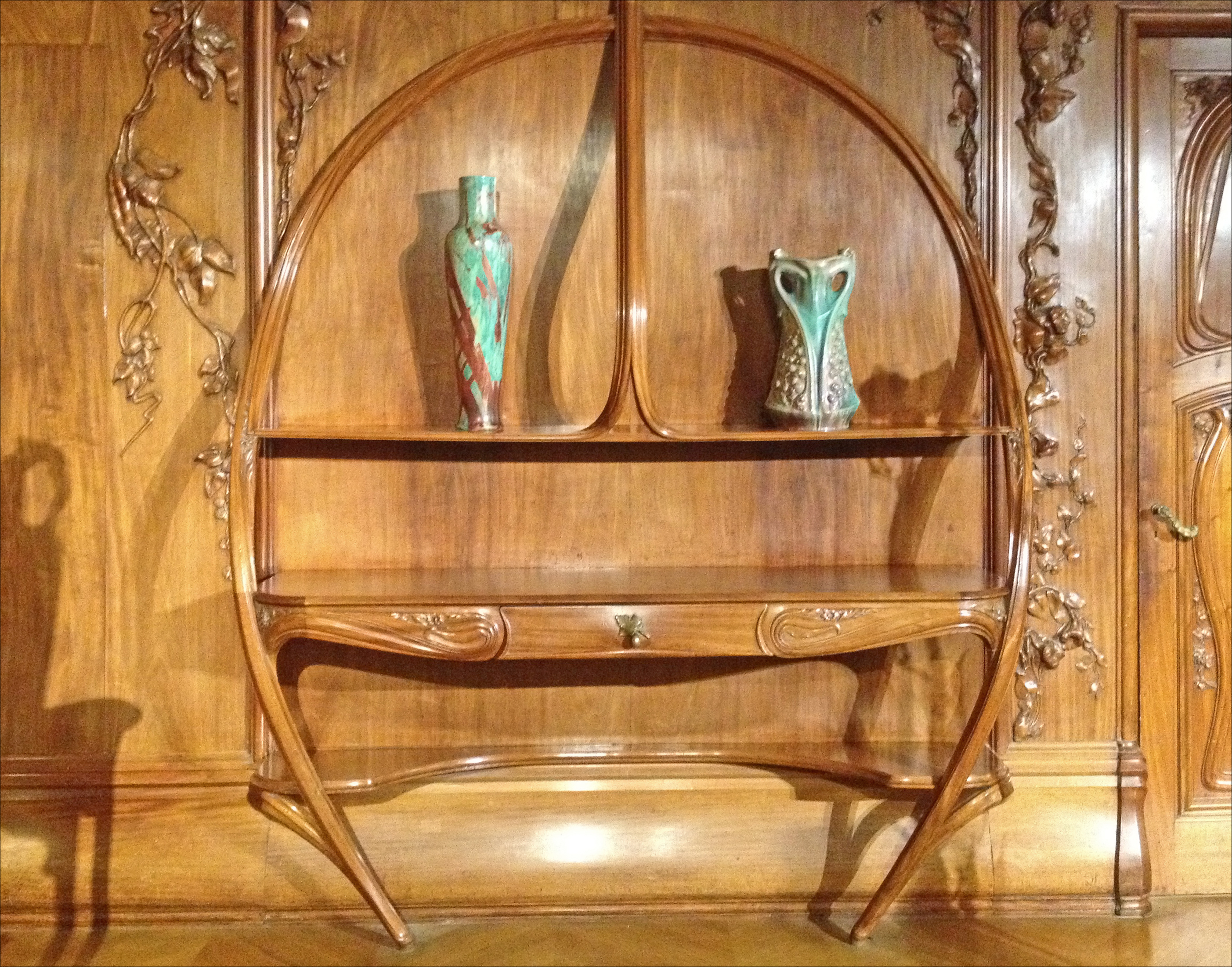
Вбудований стіл, вітальня банкіра Андре Бенара. Музей д'Орсе, Париж

Дерев'яні панелі з різьбленими деталями і орнаментами — приналежність французьких інтер'єрів з 17 століття. У 18 столітті митці Франції (Антуан Ватто, Жермен Бофран, Жак де Лажу молодший, Франсуа Буше) та Італії (Розальба Кар'єра, Джованні Баттіста Тьєполо) підняли дизайн палацових інтер'єрів на новий щабель, запропонувавши безордерну систему декору, що перетікав з одної власної частини до іншої, захоплюючи усі деталі у єдиний ансамбль. Так було народжена стилістика рококо, що стирала індивідуалні властивослі ліплення, живопису, порцеляни, екзотичних зображень і скульптурного декору у єдину феєрію.
Всі ці властивості мала і стилістика сецесії у Франції (безордерна, що не копіювала історичні стилі минулого, а брала з них лише окремі елементи), підмурки котрої створили Александр Шарпентьє у Франції, Віктор Орта у Бельгії, Кекушев Лев Миколайович, Шехтель Федір Осипович у Російській імперії, низка майстрів у Сполучених Штатах. Досить швидко майстри Франції запропонували настільки нові зразки стильового рішення, що завдяки гнучкості стилістики і образної насиченості стали вищими досягненнями стиля.
Серед них — дерев'яний декор вітальні для банкіра Андре Бенара, що згодом був переданий у музей д'Орсе як видатний зразок стиля сецесія.

## Галерея творів

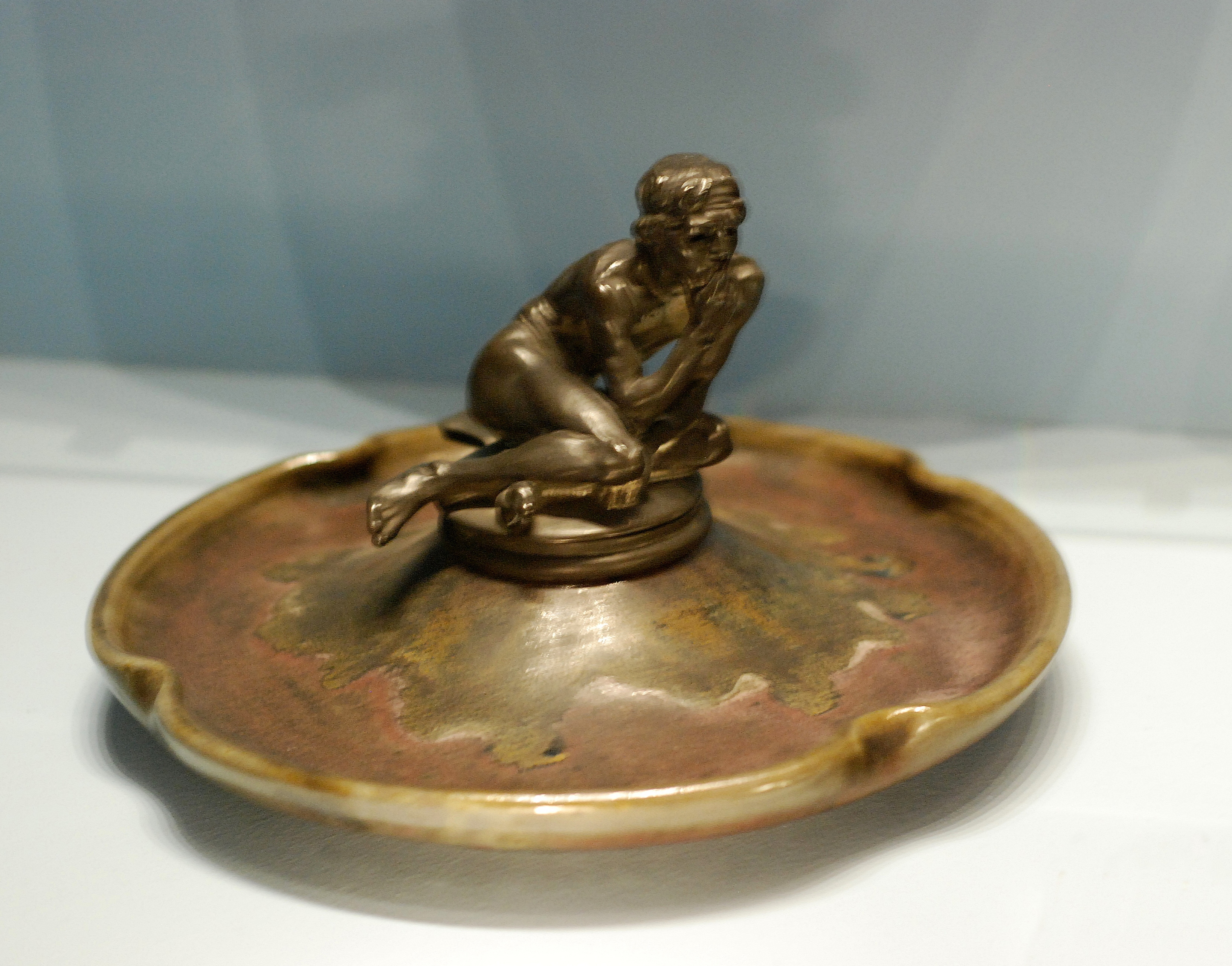
Каламар (чорнильниця з фігуркою мислителя на кришці). Музей д'Орсе, Париж.
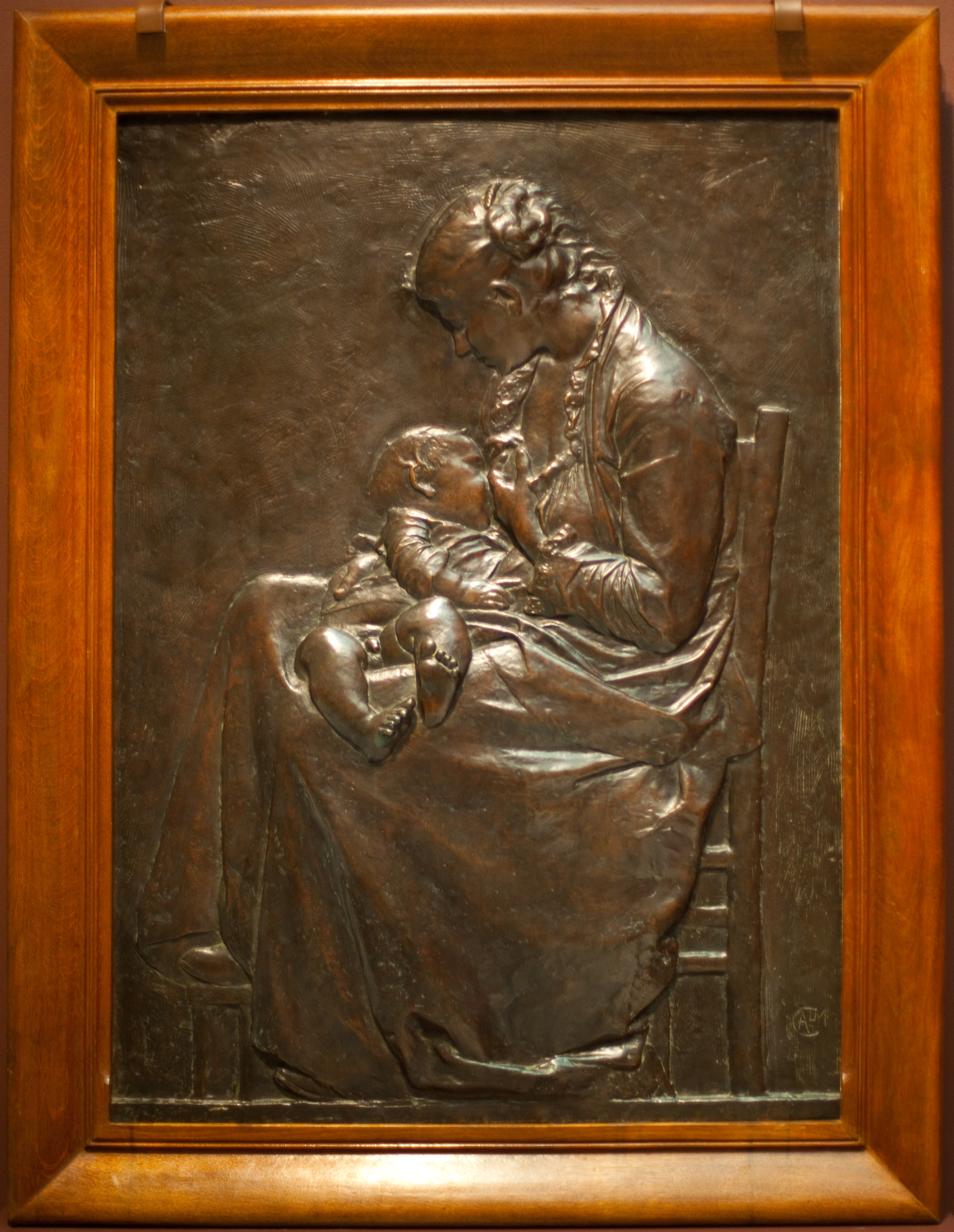
«Молода мати з немовлям»
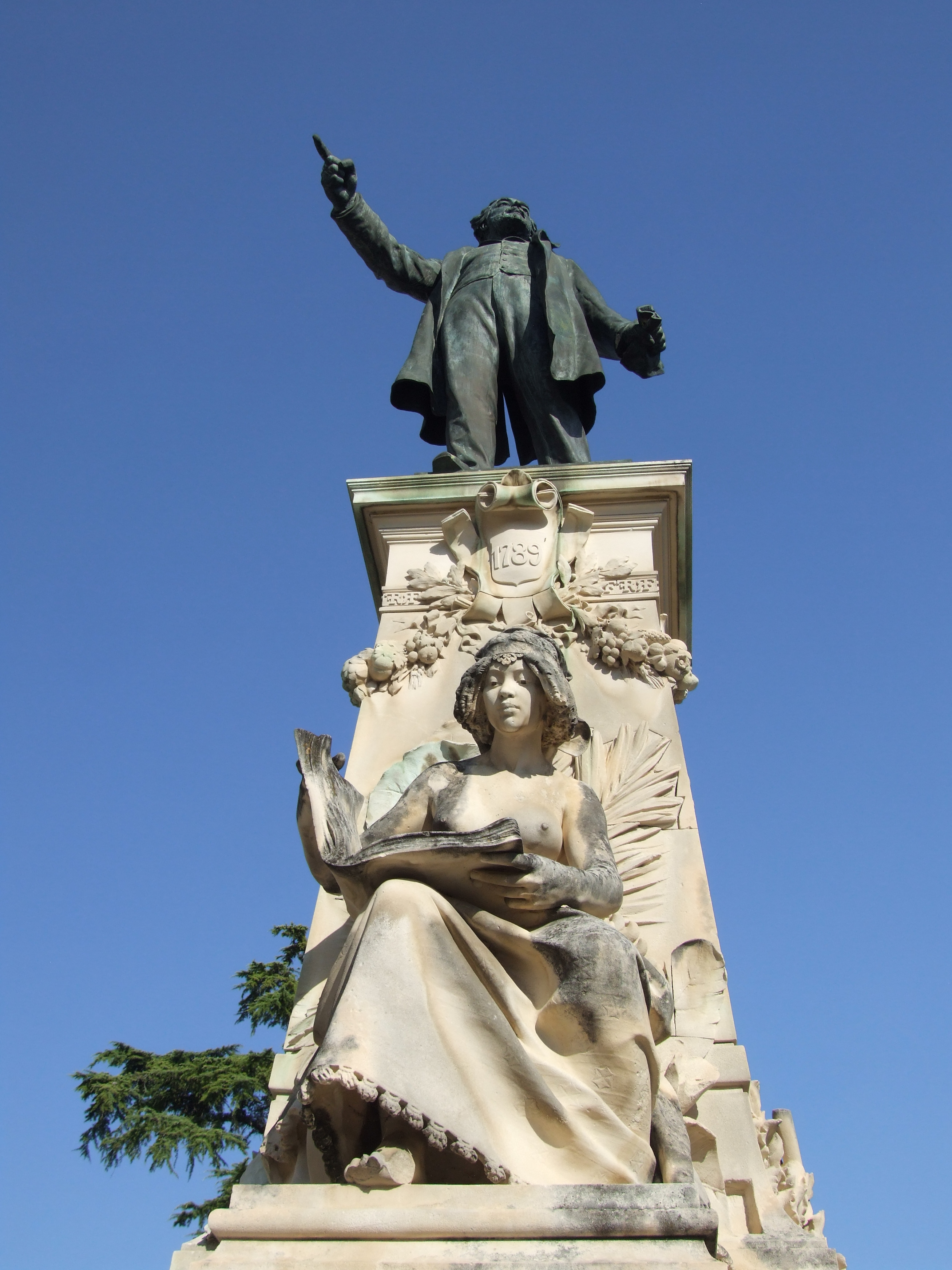
Монумент на часть Еміля Жаме, головний ракурс.
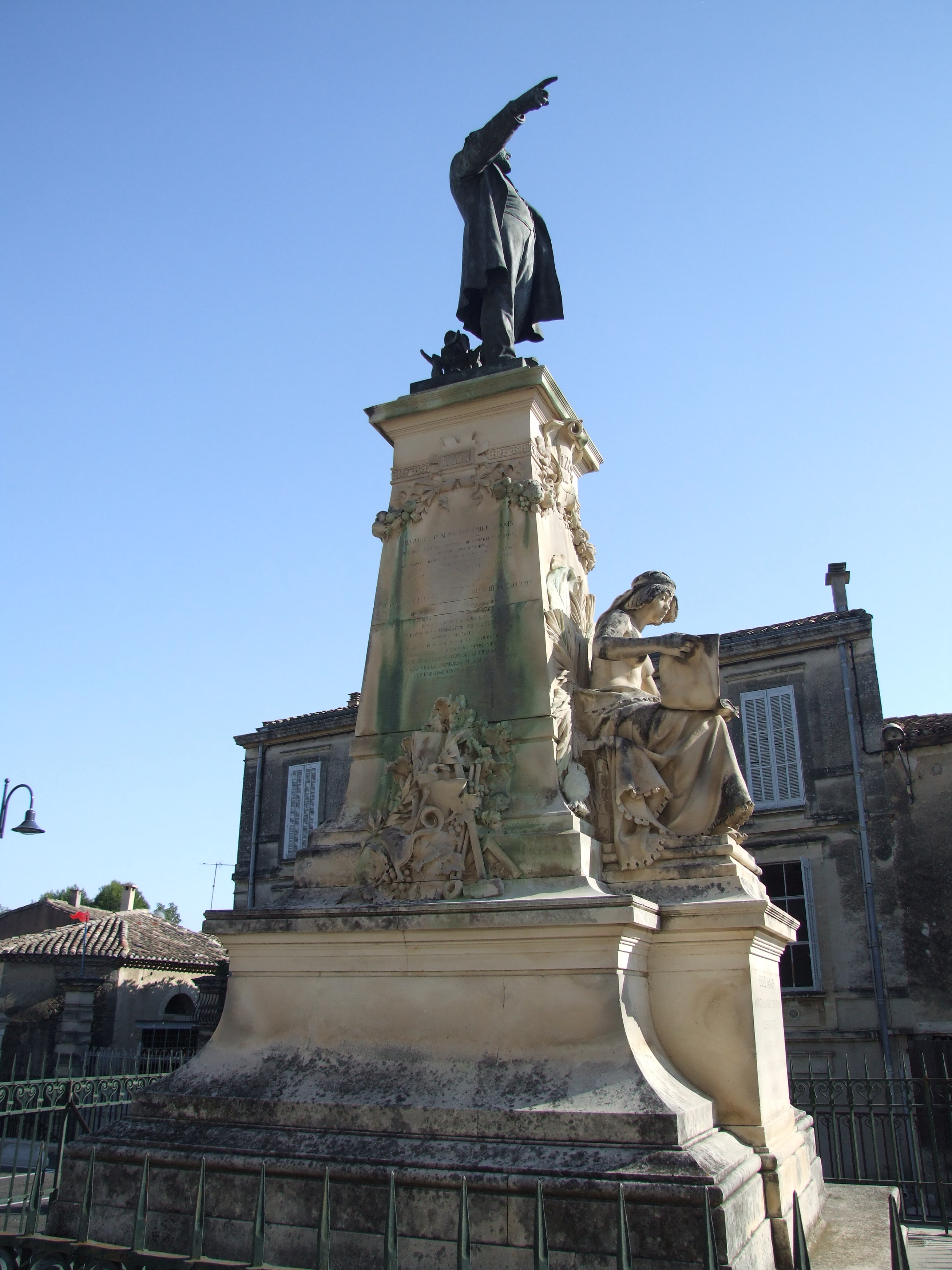
Монумент на часть Еміля Жаме, бічний ракурс.